# 66-Seen-Wanderweg
66-Seen-Wanderweg (także: 66-Seen-Rundweg, pol. Szlak 66 jezior) – okólny pieszy szlak turystyczny w Niemczech prowadzący przez bogate w wody powierzchniowe tereny Brandenburgii, w tym obszary podberlińskie, liczący około 400 km długości.

## Charakterystyka
Szlak zajął ósme miejsce w konkursie na najatrakcyjniejszą trasę turystyczną w Niemczech w 2006. Jest uważany za jeden z głównych szlaków turystycznych Brandenburgii. Na trasie znajdują się tereny atrakcyjne krajobrazowo, wsie, jeziora, stawy i rzeki. Cenne przyrodniczo i zlokalizowane przy trakcie są bagna i mokradła, lasy i wrzosowiska z częściowo rzadką florą i fauną. W zachodniej części znajdują się rozległe parki i liczne zamki, natomiast we wschodniej dominują lasy łęgowe i krajobrazy. Do głównych atrakcji wędrówki należą historyczne centra wsi i ich architektura, a także śluzy np. w Schönwalde i Woltersdorfie. Na terenach, przez które przebiega szlak występują rzadkie gatunki awifauny, m.in.: bociany, gęsi i żurawie, a także orły.
Szlak, prowadząc w dużym stopniu w szeroko rozumianych okolicach Berlina dysponuje liczną bazą noclegową i dobrymi połączeniami komunikacyjnymi, co umożliwia swobodną konstrukcję odcinków przez turystę. Sugerowany przez zarządcę jest podział na siedemnaście etapów o długości od dwudziestu do trzydziestu kilometrów z początkiem i końcem w Poczdamie. Ze względu na stosunkowo niewielkie różnice wysokości na trasie, jest to szlak o dość łatwym stopniu trudności, mimo że częściowo wytrasowano go wąskimi, leśnymi lub bagiennymi ścieżkami.

## Przebieg
Szlak oznakowany niebieskim kołem prowadzi kolejno przez: Poczdam, Wustermark, Brieselang, Schönwalde, Hennigsdorf, Birkenwerder, Wensickendorf, Wandlitzsee, Melchow, Trampe, Falkenberg, Leuenberg, Wesendahl, Hegermühle, Rüdersickendorf, Reichenwalde, Wendisch Rietz, Alt Schadow, Leibsch, Märkisch Bucholz, Wünsdorf, Sperenberg, Saalow, Trebbin, Stücken, Ferch-Lienewitz i Poczdam.